# Nanolitografia dip-pen

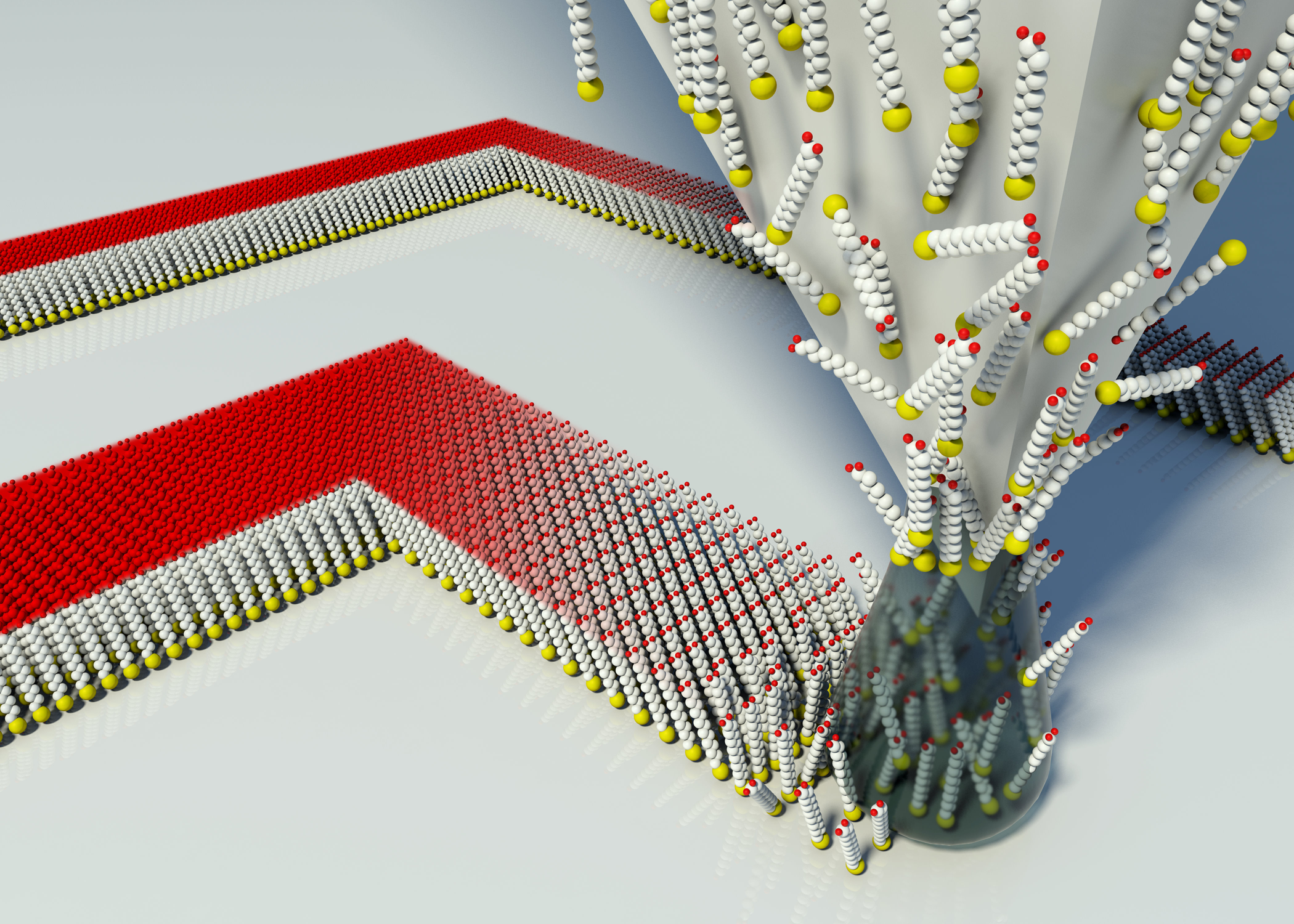
Il·lustració del flux de la molècula a depositar cap al substrat

La nanolitografia dip-pen, també coneguda per les seves sigles en anglès DPN, és una tècnica de nanolitografia basada en sondes d'escombrat on un microscopi de forces atòmiques amb una punta especial arrossega substàncies sobre una superfície per transfer-hi un patró, de forma similar a una ploma d'escriure. Normalment un aparell dedicat a la litografia dip-pen incorpora múltiples puntes. Forma part de la nanofabricació bottom-up. És especialment interessant en el camp de la bionanotecnologia. La tècnica actualment permet dibuixar patrons de menys de 100 nanòmetres. Un exemple molt conegut és la impressió de alcantiols sobre una superfície d'or.

## Materials que es poden dipositar
Es divideixen principalment en dues categories:

### Tintes moleculars
Les tintes moleculars són bàsicament molècules petites que s'uneixen a la punta de l'aparell i s'alliberen cap a la superfície a través el menisc d'aigua que es forma en condicions ambiental sobre les puntes dels AFM. Per recobrir les puntes es pot fer una deposició de vapor o sucar la punta en una solució diluïda de la tinta i després eliminar el solvent. La velocitat de deposició depèn del coeficient de difusió de la molècula en particular. La mida del patró dibuixat està limitat per la velocitat de la deposició i la mida del menisc que es forma, que depèn de les condicions d'humitat ambientals. Es pot obtenir una resolució de 50nm-2000nm i cada tinta molecular està limitada al seu corresponent substat.

#### Exemples
- Alcantiols sobre un substrat d'or[1]
- Silans sobre vidre o silici.

### Tintes líquides
Les tintes líquides poden ser qualsevol material líquid que es pugui dipositar. Les propietats de la deposició estan determinades per les tensions superficials líquid-punta, líquid-superfície i la pròpia viscositat del líquid. Tot això limita la resolució a 1 micròmetre, depenent de l'angle de contacte dels líquids. Permet fer deposicions multiplexades i té menors restriccions tinta, superfície. Els materials viscosos ens permeten controlar millor la deposició.

#### Exemples
- Proteïnes, pèptids[3]
- Hidrogels
- Tintes conductores[4]
- Lípids[5]